# Championnats d'Asie d'athlétisme 1991
Navigation
Les 9e Championnats d'Asie d'athlétisme se sont déroulés à Kuala Lumpur, en Malaisie en 1991.

## Résultats

### Hommes
| Event | Or                           | Or             | Argent                       | Argent         | Bronze                                                     | Bronze         |
| --- | ---------------------------- | -------------- | ---------------------------- | -------------- | ---------------------------------------------------------- | -------------- |
| 100 m | Talal Mansour Qatar          | 10 s 29        | Chen Wenzhong Chine          | 10 s 45        | Khalid Jouma Ibrahim Bahreïn                               | 10 s 56        |
| 200 m | Zhao Cunlin Chine            | 20 s 75        | Ibrahim Ismail Muftah Qatar  | 20 s 96        | Hiroki Fuwa Japon                                          | 21 s 00        |
| 400 m | Ibrahim Ismail Muftah Qatar  | 45 s 66        | Aktawat Sakoolchan Thaïlande | 46 s 52        | Koji Ito Japon                                             | 46 s 64        |
| 800 m | Lee Jin-il Corée du Sud      | 1 min 51 s 42  | Nadir Khan Pakistan          | 1 min 51 s 68  | Ismaïl Youssef Qatar                                       | 1 min 51 s 70  |
| 1500 m | Mohamed Suleiman Qatar       | 3 min 42 s 64  | Kim Bong-yu Corée du Sud     | 3 min 45 s 01  | Nadir Khan Pakistan                                        | 3 min 46 s 47  |
| 5000 m | Mohamed Suleiman Qatar       | 14 min 03 s 35 | Ahmed Ibrahim Warsama Qatar  | 14 min 04 s 45 | Wang Helin Chine                                           | 14 min 04 s 68 |
| 10 000 m | Hwang Young-cho Corée du Sud | 29 min 50 s 37 | Wang Helin Chine             | 29 min 57 s 26 | Kim Jae-ryong Corée du Sud                                 | 30 min 05 s 48 |
| 3000 m steeple | Hamid Sajjadi Iran           | 8 min 33 s 89  | Gao Shuhei Chine             | 8 min 34 s 32  | Saleh Mohammed Habib Modèle:Country data Syrie (1980-2024) | 8 min 34 s 66  |
| 110 m haies | Nur Herman Majid Malaisie    | 14 s 04        | Zheng Jinsuo Chine           | 14 s 05        | Toshihiko Iwasaki Japon                                    | 14 s 18        |
| 400 m haies | Yoshihiko Saito Japon        | 50 s 46        | Ghulam Abbas Pakistan        | 50 s 77        | Zid Abou Hamed Modèle:Country data Syrie (1980-2024)       | 51 s 15        |
| 20 km marche | Bu Lintang Chine             | 1 h 31 min 36  | Hideharu Fuchida Japon       | 1 h 34 min 02  | Sucha Singh Inde                                           | 1 h 37 min 01  |
| 4 × 100 m | Chine                        | 39 s 20        | Thaïlande                    | 39 s 26        | Japon                                                      | 39 s 74        |
| 4 × 400 m | Japon                        | 3 min 05 s 22  | Thaïlande                    | 3 min 05 s 81  | Malaisie                                                   | 3 min 06 s 64  |
| Saut en hauteur | Lee Jin-taek Corée du Sud    | 2,22 m         | Shigeki Toyoshima Japon      | 2,19 m         | Phaitoon Hearnthong Thaïlande                              | 2,16 m         |
| Saut à la perche | Hideyuki Takei Japon         | 5,25 m         | Ge Yun Chine                 | 5,10 m         | Guu Jin-Shoei Taïpei chinois                               | 5,10 m         |
| Saut en longueur | Chen Zunrong Chine           | 8,10 m         | Masaki Morinaga Japon        | 8,02 m         | Nai Hui-Fang Taïpei chinois                                | 7,85 m         |
| Triple saut | Chen Yanping Chine           | 17,22 m        | Zou Sixin Chine              | 16,95 m        | Marzouk Abdullah Al-Yoha Koweït                            | 16,48 m        |
| Lancer du poids | Cheng Shaobo Chine           | 18,11 m        | Bilal Saad Mubarak Qatar     | 17,78 m        | Yuji Okano Japon                                           | 17,65 m        |
| Lancer du disque | Yu Wenge Chine               | 62,20 m        | Shakti Singh Inde            | 53,26 m        | Yuji Yamazaki Japon                                        | 51,76 m        |
| Lancer du marteau | Bi Zhong Chine               | 69,90 m        | Nobuhiro Todoroki Japon      | 64,56 m        | Walid Saleh Al-Bekhit Koweït                               | 60,74 m        |
| Lancer du javelot | Zhang Lianbiao Chine         | 81,52 m        | Masami Yoshida Japon         | 80,44 m        | Kim Ki-hoon Corée du Sud                                   | 76,32 m        |
| Décathlon | Gong Guohua Chine            | 7652 pts       | Cai Min Chine                | 7573 pts       | Katsuhiko Matsuda Japon                                    | 7364 pts       |
| Records et Performances - AR : Record continental (area record) - CR : Record des championnats (championship record) - MR : Record du meeting (meet record) - NR : Record national (national record) - OR : Record olympique (olympic record) - PR : Record paralympique (paralympic record) - PB : Record personnel (personal best) - SB : Meilleure performance personnelle de la saison (season's best) - WL : Meilleure performance mondiale de l'année (world leader) - WJR : Record du monde junior (world junior record) - WR : Record du monde (world record) Circonstances et Conditions - DNF : N'a pas terminé (did not finish) - DNS : N'a pas pris le départ (did not start) - DQ : Disqualification (disqualification) - NM : Aucun essai valable enregistré (No Mark) - Q : Qualifié « directement » au prochain tour (ou à la prochaine compétition), lors d'une compétition majeure, grâce au classement ou à la réalisation des minima (automatic qualifier) - q : Qualifié au prochain tour (ou à la prochaine compétition), lors d'une compétition majeure, grâce au repêchage ou à la réalisation de l'une des meilleures performances parmi celles des « non qualifiés directement » (grâce au meilleur temps ou à la meilleure distance par exemple) (secondary qualifier) |                              |                |                              |                |                                                            |                |

### Femmes
| Event | Or                                                 | Or               | Argent                                             | Argent           | Bronze                          | Bronze           |
| --- | -------------------------------------------------- | ---------------- | -------------------------------------------------- | ---------------- | ------------------------------- | ---------------- |
| 100 m | Tian Yumei Chine                                   | 11 s 54          | Pei Fang Chine                                     | 11 s 62          | Wang Huei-Chen Taïpei chinois   | 11 s 69          |
| 200 m | Chen Zhaojing Chine                                | 23 s 39          | Wang Huei-Chen Taïpei chinois                      | 23 s 44          | Xiao Yehua Chine                | 23 s 48          |
| 400 m | Shiny Wilson Inde                                  | 53 s 46          | Josephine Mary Singarayar Malaisie                 | 53 s 50          | Kalawati "Kutty" Saramma Inde   | 53 s 51          |
| 800 m | Qu Yunxia Chine                                    | 2 min 04 s 65    | Shiny Wilson Inde                                  | 2 min 05 s 18    | Yumiko Tokuda Japon             | 2 min 05 s 48    |
| 1500 m | Qu Yunxia Chine                                    | 4 min 26 s 01    | Khin Khin Htwe Myanmar                             | 4 min 26 s 08    | Kim Song-Hwa Corée du Nord      | 4 min 27 s 15    |
| 3000 m | Zhong Huandi Chine                                 | 9 min 10 s 27    | Molly Chacko Inde                                  | 9 min 14 s 07    | Khin Khin Htwe Myanmar          | 9 min 19 s 36    |
| 10 000 m | Zhong Huandi Chine                                 | 33 min 42 s 77   | Lukose Leelamma Inde                               | 35 min 38 s 90   | Marija Suryati Indonésie        | 38 min 00 s 33   |
| 100 m haies | Zhang Yu Chine                                     | 13 s 37          | Naomi Jojima Japon                                 | 13 s 63          | Kim Sun-Jin Corée du Sud        | 13 s 77          |
| 400 m haies | Huang Yanhong Chine                                | 57 s 29          | Reawadee Srithoa Thaïlande                         | 57 s 35          | Junko Hasegawa Japon            | 59 s 37          |
| 10 km marche | Li Jingxue Chine                                   | 49 min 14 s 82 t | Tomoko Uchida Japon                                | 49 min 40 s 18 t | Ma Kyin Lwan Myanmar            | 51 min 27 s 72 t |
| 4 × 100 m | Chine Pei Fang Tian Yumei Chen Zhaojing Xiao Yehua | 43 s 41          | Thaïlande                                          | 44 s 86          | Japon                           | 45 s 25          |
| 4 × 400 m | Inde                                               | 3 min 33 s 50    | Chine                                              | 3 min 36 s 71    | Thaïlande                       | 3 min 37 s 52    |
| Saut en hauteur | Yoko Ota Japon                                     | 1,83 m           | Lin Suh-Chi Taïpei chinois                         | 1,83 m           | Jaruwan Jenjudkarn Thaïlande    | 1,80 m           |
| Saut en longueur | Li Yong-Ae Corée du Nord                           | 6,79 m           | Liu Shuzhen Chine                                  | 6,66 m           | Hiroko Okumura Japon            | 6,29 m           |
| Lancer du poids | Huang Zhihong Chine                                | 17,51 m          | Min Chunfeng Chine                                 | 16,91 m          | Aya Suzuki Japon                | 15,22 m          |
| Lancer du disque | Min Chunfeng Chine                                 | 61,74 m          | Aye Aye Nwe Myanmar                                | 48,48 m          | Chu Hsui-Chen Taïpei chinois    | 43,80 m          |
| Lancer du javelot | Xu Demei Chine                                     | 59,84 m          | Lee Young-Sun Corée du Sud                         | 55,06 m          | Vijita P. Amarasekara Sri Lanka | 50,90 m          |
| Heptathlon | Zhu Yuqing Chine                                   | 6231 pts         | Ghada Shouaa Modèle:Country data Syrie (1980-2024) | 5425 pts         | Wang Shu-Hwa Taïpei chinois     | 5388 pts         |
| Records et Performances - AR : Record continental (area record) - CR : Record des championnats (championship record) - MR : Record du meeting (meet record) - NR : Record national (national record) - OR : Record olympique (olympic record) - PR : Record paralympique (paralympic record) - PB : Record personnel (personal best) - SB : Meilleure performance personnelle de la saison (season's best) - WL : Meilleure performance mondiale de l'année (world leader) - WJR : Record du monde junior (world junior record) - WR : Record du monde (world record) Circonstances et Conditions - DNF : N'a pas terminé (did not finish) - DNS : N'a pas pris le départ (did not start) - DQ : Disqualification (disqualification) - NM : Aucun essai valable enregistré (No Mark) - Q : Qualifié « directement » au prochain tour (ou à la prochaine compétition), lors d'une compétition majeure, grâce au classement ou à la réalisation des minima (automatic qualifier) - q : Qualifié au prochain tour (ou à la prochaine compétition), lors d'une compétition majeure, grâce au repêchage ou à la réalisation de l'une des meilleures performances parmi celles des « non qualifiés directement » (grâce au meilleur temps ou à la meilleure distance par exemple) (secondary qualifier) |                                                    |                  |                                                    |                  |                                 |                  |

## Tableau des médailles
| Rang | Nation         | Or | Argent | Bronze | Total |
| ---- | -------------- | -- | ------ | ------ | ----- |
| 1    | Chine          | 24 | 11     | 2      | 37    |
| 2    | Japon          | 4  | 7      | 12     | 23    |
| 3    | Qatar          | 4  | 3      | 1      | 8     |
| 4    | Corée du Sud   | 3  | 2      | 3      | 8     |
| 5    | Inde           | 2  | 4      | 2      | 8     |
| 6    | Malaisie       | 1  | 1      | 1      | 3     |
| 7    | Corée du Nord  | 1  | 0      | 1      | 2     |
| 8    | Iran           | 1  | 0      | 0      | 1     |
| 9    | Thaïlande      | 0  | 5      | 3      | 8     |
| 10   | Taïpei chinois | 0  | 2      | 5      | 7     |
| 11   | Myanmar        | 0  | 2      | 2      | 4     |
| 12   | Pakistan       | 0  | 2      | 1      | 3     |
| 13   | Syrie          | 0  | 1      | 2      | 3     |
| 14   | Koweït         | 0  | 0      | 2      | 2     |
| 15   | Indonésie      | 0  | 0      | 1      | 1     |
| 15   | Bahreïn        | 0  | 0      | 1      | 1     |
| 15   | Sri Lanka      | 0  | 0      | 1      | 1     |